# 甜蜜蜜：7510
是一部2023年上映的韓國愛情喜劇片，由《優雅的謊言》《證人》導演李翰執導，《雞不可失》導演李炳憲擔任編劇，柳海真、金喜善、車仁杓、陳善奎、韓善伙、鄭多恩主演，2023年8月15日在韩国上映。

## 剧情概要
影片講述研發出絕美味道的糕點公司天才研究員治浩（柳海真 飾）遇到凡事都積極思考的貸款審查公司客服中心職員日英（金喜善 飾）後，經歷甜蜜變化的故事。

## 演員陣容
- 柳海真 饰演 车治浩，製作出熱門糕點的天才研究員。
- 金喜善 饰演 李日英，為了償還自己的債務而進入貸款審查公司客服中心工作，凡事都根據自身情況積極思考的人物。[6]
- 車仁杓 饰演 车石浩，治浩同父异母的哥哥，不明事理、没有廉耻之心。
- 陳善奎 饰演 秉勳，治浩公司社長的兒子，凭自己的能力成功地获得了超高速的晋升，自稱擁有致命般的魅力。
- 韓善伙 饰演 恩淑，李日英曾经的同事，也是车石浩的赌友，是一个无论什么都不会放过的女子，过度投入于世间万事之中。
- 鄭多恩 饰演 李珍珠，日英的女儿、射擊希望之星，虽然表现出反对母亲日英与治浩恋爱的冷漠态度，但随着时间流逝，她逐渐接受两人的关系。
- 李準赫 饰演 东宇，给予车治浩恋爱建议的职场同事。
- 李智勋 饰演 徐仁国，电视台节目PD、治浩的小学同学，正在制作有关糕点危害性的时事曝光节目，因此希望得到治浩的帮助。
- 尹炳熙 饰演 朴承俊，李日英的职场上司。
- 金基天 饰演 糕点公司研究所所长，车治浩的上司。
- 玄奉植 饰演 大叔，本打算撞车碰瓷以讹诈保险金，却意外促成了治浩和日英的相遇。
- 奇昭侑 饰演 客服中心的小女孩
- 李东勇 饰演 李常务，糕点公司常务。
- 崔教植 饰演 崔专务，糕点公司专务。
- 鄭雨盛 饰演 李陆久，李珍珠的亲生父亲。（特别出演）[7]
- 廉惠蘭 饰演 药店药师（特别出演）
- 高我星 饰演 慧英，李日英的邻居。（特别出演）
- 任時完 饰演 慧英的男友，两人因父母的反对而面临分手。（特别出演）
- 禹贤 饰演 治浩经常光顾的炸鸡店老板（特别出演）
- 李浩哲 饰演 在贷款客服中心大声喧哗的大块头男子

## 製作

### 拍摄
2022年7月中旬開機，10月13日殺青。

### 损益平衡点
据报道，该片制作费为65亿韩元，为8月上映的韩国本土商业电影中制作成本最低的作品，损益平衡点推算为165万观影人次。

## 发行
2023年7月5日，公开首款预告海报与预告片，宣布定于2023年8月15日在韩国上映并定名为《甜蜜蜜：7510》。同年10月12日提供IPTV家庭点播与VOD线上观看下载服务。

## 反响

### 评价
开画当日，由实际观影观众满意度反映的CGV金蛋指数达97%，乐天影院评分9.3分、Megabox影院评分9分。

### 票房
在韩国上映首日（8月15日）票房12万2185名观影人次，不敌《奥本海默》和《混凝土乌托邦》，位列单日票房排行榜第三位。上映首周周末（8月18日至8月20日）票房24万5193名观影人次，位列当周周末票房排行榜第三位，累计观影人次超过45万；8月20日单日电影座席销售率夺得第一名，力压同时在映的热门电影《奥本海默》和《混凝土乌托邦》。上映第二周周末（8月25日至8月27日）票房23万6680名观影人次，位列当周周末票房排行榜第三位，累计观影人次超过84万，并连续7日蝉联电影座席销售率冠军。9月2日（上映第19日）累计观影人次超过100万，媒体认为该片能成暑期档黑马得益于实际观影观众的口碑相传，不仅对柳海真式的搞笑演技非常满意，而且值得信赖的演员们配合默契，还有让人惊喜的客串演员登场，观众们对多样的电影魅力好评如潮。

## 奖项荣誉
| 年份   | 颁奖礼           | 奖项         | 入围者       | 结果 | 参考          |
| ------ | ---------------- | ------------ | ------------ | ---- | ------------- |
| 2023年 | 第44届青龙电影奖 | 最佳导演     | 李翰         | 提名 |               |
| 2023年 | 第28届春史電影獎 | 最佳女主角   | 金喜善       | 提名 | [ 22 ] [ 23 ] |
| 2023年 | 第28届春史電影獎 | 评审团特别奖 | 李翰、柳海真 | 獲獎 | [ 22 ] [ 23 ] |